# 黃埔軍校臺籍軍官案
黃埔軍校臺籍軍官案，是臺灣在白色恐怖時期發生於1958年8月的政治案件。因中華民國陸軍臺籍軍官受廖文毅影響，成立臺灣獨立組織而遭中華民國政府逮捕、刑求，以及判刑的政治案件。

## 起因
1947年7月，黃埔軍校在臺灣招考新生。錄取的臺灣青年從基隆坐船到上海，最後抵達當時遷往四川成都的黃埔軍校。1949年9月，黃埔軍校遷到高雄的鳳山。兩年前在台招考的臺灣青年也提前畢業，成為黃埔軍校第二十二期學生。
這一期的臺籍青年中，有林再受(高雄市人，1929年生)、吳鐘靈(新竹縣人)、黃深柱(彰化人)三人，吳鐘靈稱林再受因受二二八事件影響具有「台灣意識」，不願加入國民黨，回臺後未返回軍隊。而吳鐘靈、黃深柱則於1949年9月畢業，留在中華民國陸軍。
據林再受回憶，當他回臺後到高雄一家做二氧化碳的小化學工廠當業務，當他在化學工廠上班時，身邊很多人對社會不滿，認為台灣人在各方面被歧視，學生在學校說台語就要被罰。當時一些志同道合者決定組織做一些事，講白就是主張台灣獨立。:162林再受在化學工廠一年多後，出來自己做手表殼、手錶零件的批發生意。:162陳金龍經由日本的臺灣友人介紹，認識了在日本從事台灣獨立運動的廖文毅。:165據吳鐘靈回憶，陳金龍曾拿廖文毅的文宣給時任警備總部上尉保防官吳鐘靈，陳金龍早年就讀熱帶研究院，1956年間他幫吳鐘靈的丈人取得補藥，得以打針。吳鐘靈又介紹了時任總統府警衛連連長的黃深柱，組織軍校的臺籍軍官，等待機會。
據判決書稱，吳鐘靈、黃深柱等人與陳金龍倡議組織「台灣獨立革命委員會」，佈署組織，邀請領導人。林再受則回憶，當時組織不只四人，只是檢舉他們的人只知道這四個人，所以只有四個人被抓、判刑。在組織中還有民意代表及醫生、學者，後來林再受逃亡時，躲在火車上，也是因為火車上有他們的人。:162當時他們有透過關係聯絡楊金虎，希望楊金虎領導他們。然而楊金虎並未答應。後來他們被抓後，楊金虎也被叫去問話。:162

## 案發
林再受為了擴大組織，吸收曾任高雄市議員的林茂雄，然而林茂雄表面上參加組織，其實是調查局的線民。:164林再受受到通風報信後，展開逃亡，於1958年8月被捕。8月底，黃深柱與陳金龍也被捕，9月9日，吳鐘靈被警總約談後也進入調查局。
在調查局半年偵訊後，他們被送往青島東路的軍法處看守所。1960年9月7日初審，被軍事檢察官以《懲治叛亂條例》第二條第三項「陰謀以非法之方法顛覆政府」，四人被判處十年有期徒刑，褫奪公權五年。申請覆判後，10月21日被駁回。1968年9月，自台東泰源監獄出獄。:170
據林再受回憶，在三張犁被審訊時，遭到老虎凳刑求。答不出他們滿意的答案就塞磚塊，痛到人會尿出來的程度。裡面也有人遭針插到指甲縫裡。當中最讓人受不了的是疲勞審問，審問的人採車輪戰，一輪換過一輪，受刑者占著整日整夜都不能睡。在三張犁七、八個月後，送到軍法處。判刑確定後送到新店軍人監獄，當時雷震被關在林再受對面的房間，一個人一間，其他人不能隨便靠近。雷震的房間裡面牆壁都漆成紅色的，林再受認為是為了要對關在裡面的人造成心理壓力。:166-170

## 平反
2019年5月30日，促進轉型正義委員會通過公告，撤銷林再受、吳鐘靈、黃深柱、陳金龍4人的有罪判決。

## 後續
- 本案四人中以陳金龍最早過世。1983年6月4日因腦溢血病逝臺大醫院。[3]:167陳金龍在獄中每天被嚴刑拷打，被針刺穿四肢指甲。[6]吳鐘靈指出這是因為他被打得最厲害，當局一直逼他承認他吸收黃深柱是為了刺殺總統蔣介石之故。[1]
- 吳鐘靈出獄後，受觀光局講習，曾任稻江、醒吾觀光科講師。在解嚴前即積極參加民主運動，1986年民進黨創黨，被選為中央評議委員會常務委員。1987年8月，「政治受難者聯誼總會」成立，吳鐘靈參與籌畫及成立，後出任第四屆會長。[1]
- 林再受在美麗島事件後開始與黨外接觸，連絡蔡有全等人，參與創立「南區政治受難者聯誼會」及「政治受難者聯誼總會」，「蔡、許台獨案」後，參與步行全臺的聲援運動。民進黨成立後，於1987年入黨，參與成立橋頭黨部。史明回臺後，曾任其秘書長，幫忙獨立臺灣會設立高雄分會。2014年1月26日逝世。[2]:174-179

## 傳記及研究書目
- 〈黃埔軍校台籍軍官「叛亂」記〉，收於林樹枝著，《出土政治冤案》第一集增訂版。板橋市。1992年8月30日初版一刷。頁164-167。
- 〈一生追求臺灣獨立的黃埔軍校生〉，林再受口述；黃旭初主編，收於《禁錮的青春，我的夢：高雄市政治受難者的故事2》，高雄：高雄市立歷史博物館、春暉出版社共同出版。2014年10月初版一刷。ISBN：978-986-04-2323-5

## 外部連結
- 吳鍾靈 （页面存档备份，存于），國家人權博物館。
- 吳鐘靈口述歷史 （页面存档备份，存于），youtube。